# Andrea Bettinelli
Pour les articles homonymes, voir Bettinelli.
Andrea Bettinelli (né le 6 octobre 1978 à Bergame) est un athlète italien spécialiste du saut en hauteur. Il détient un record personnel de 2,31 m (réalisé à Rieti en 2003). Il mesure 1,94 m pour 75 kg. Il appartient au club militaire des Fiamme Gialle.

## Biographie
À 37 ans, le 6 mars 2016, Bettinelli participe toujours aux concours de saut en hauteur en participant aux Championnats d'Italie.

## Palmarès
| Date | Compétition                       | Lieu       | Résultat | Marque |
| ---- | --------------------------------- | ---------- | -------- | ------ |
| 2002 | Championnats d'Europe en salle    | Vienne     | qual.    | 2,22 m |
| 2002 | Championnats d'Europe             | Munich     | 9e       | 2,18 m |
| 2003 | Championnats du monde en salle    | Birmingham | qual.    | 2,25 m |
| 2004 | Championnats du monde en salle    | Budapest   | qual.    | 2,24 m |
| 2005 | Championnats d'Europe en salle    | Madrid     | 6e       | 2,30 m |
| 2005 | Championnats du monde             | Helsinki   | qual.    | 2,24 m |
| 2006 | Championnats d'Europe             | Göteborg   | 11e      | 2,24 m |
| 2007 | Championnats d'Europe en salle    | Birmingham | 5e       | 2,20 m |
| 2007 | Championnats du monde             | Osaka      | qual.    | 2,26 m |
| 2008 | Jeux olympiques                   | Pékin      | qual.    | 2,25 m |
| 2009 | Championnats d'Europe en salle    | Turin      | qual.    | 2,22 m |
| 2009 | Championnats d'Europe par équipes | Leiria     | 8e       | 2,24 m |